# Nguyễn Đình Mạnh
Nguyễn Đình Mạnh (sinh ngày 25 tháng 4 năm 1998) là một cầu thủ bóng đá chuyên nghiệp hiện đang thi đấu ở vị trí tiền vệ cho câu lạc bộ Quảng Nam tại giải vô địch quốc gia Việt Nam.